# Brigades rouges (États-Unis)
Pour les articles homonymes, voir Brigades rouges (homonymie).
Aux États-Unis, les Brigades rouges, en anglais Red squads soit littéralement « escadrons rouges » étaient des services de renseignement policiers spécialisés dans l'infiltration, les contre-mesures, et le renseignement sur les mouvements politiques et sociaux au XXe siècle. Remontant à l'émeute de Haymarket en 1886, les Brigades rouges se répandirent dans les plus grandes villes comme Chicago, New York, et Los Angeles pendant la première Peur rouge des années 1920. Elles prirent la forme de services spécialisés de police municipale, dirigés contre les syndicats, les communistes, les anarchistes, et autres dissidents.

## Histoire
À New York, l'ancien commissaire de police de la ville Patrick Murphy a retracé leur origine jusqu'à une « escouade italienne » formée en 1904 pour surveiller un groupe d'immigrants italiens suspects. Cependant, c'est leur association avec la lutte contre le communisme qui donne naissance au nom de « Red Squad ». Ils sont devenus plus courants dans les années 1930, souvent perçus comme une contre-mesure aux organisateurs communistes chargés d'exécuter une politique de double syndicalisme, à savoir la construction d'un mouvement révolutionnaire parallèlement à l'adhésion à des organisations syndicales officielles. Des unités similaires furent créées au Canada à cette époque, bien que seul le Service de police de Toronto, sous la direction du chef Dennis Draper, utilisât ce nom.
Après les troubles civils survenus sous la présidence de Lyndon B. Johnson, le scandale du Watergate sous l'administration Nixon et la révélation publique de l'existence du COINTELPRO par une organisation dissidente en 1971, les escadrons rouges furent largement critiqués pour leurs tactiques illégales et antidémocratiques. En 1975, à la suite du scandale du Watergate et de la révélation de l'existence du COINTELPRO, la Commission Church fut créé pour enquêter sur les abus de pouvoir des services fédéraux d'application de la loi et de renseignement. Suite aux recommandations de ce comité, le Congrès américain a adopté la loi sur la surveillance du renseignement étranger (Foreign Intelligence Surveillance Act, FISA) en 1978, limitant ainsi les pouvoirs de la police et des agences fédérales. Cela a mis fin à l'utilisation officielle des escadrons rouges.
Depuis 1978, le terme « escadron rouge » est réapparu à plusieurs reprises pour désigner toute action de la police ou des agences fédérales jugée oppressive envers un groupe social ou politique.
Le terme « Escadron rouge » a été utilisé pour décrire l'infiltration de groupes progressistes par le Département de police de la ville de New York, d'abord en préparation de la Convention nationale républicaine de 2004, puis jusqu'à aujourd'hui,.

## Dans la culture populaire
La série télévisée « Aquarius » met en scène les activités de la Brigade rouge de Los Angeles concernant le Black Panther Party et la famille Manson à la fin des années 1960.
Dans la série dramatique « New York, unité spéciale » de NBC, lors du quatorzième épisode de la deuxième saison, intitulé « Paranoïa », l'inspecteur John Munch (Richard Belzer) mentionne la Brigade rouge du NYPD lors d'une de ses diatribes conspirationnistes.
Dans le roman de Martin Cruz Smith « Gorky Park », l'inspecteur William Kirwell du NYPD est membre de la Brigade rouge.